# Skorpions Varese 2008
Questa voce raccoglie le informazioni riguardanti gli Skorpions Varese nelle competizioni ufficiali della stagione 2008.

## Roster
| Roster degli Skorpions Varese (2008) |
| --- |
| Quarterback - 4 Alex Gheser - 15 Stefano Fantauzzi Running Back - 21 Simone Martinelli - 22 Cristian Bianchi - 24 Fabrizio Paltani - 25 Ovidio Gentiloni Wide Receiver - 1 Miguel Angel Garnica Gallardo - 80 Sem Molinari - 81 Alberto Malomo - 82 Fabio Formaggia - 85 Mattia Borioli - -- Mirko Prestigiacomo Tight End - 83 Antonio Raffaele TE/K Offensive Linemen - 54 Marco Fortunali - 55 Claudio Marsegan OL/DL - 56 Paolo Montonati - 57 Gianluca Sacchetti - 66 Mauro Goldin - 69 Andrea Scola OL/DL - 71 Leonardo Galvan OG/K - 74 Giancarlo Annoni - 78 Marco Gallon - -- Jacopo Sacchetti Defensive Linemen - 37 Nicolò Moruzzi DE/P - 51 Massimo D'Alessandra DL/OL - 73 Simone Cova - 75 Fulvio Rusconi DL/OL - 77 Mirko Viola - -- Salvatore Iannello Linebacker - 27 Marco Aletti - 47 Mattia Arosio - 52 Christian Gaiga - 55 Marco Stocco - 55 Fabio Raffaele - 58 Fabio Stoppa - 95 Andrea Balduzzi - -- Claudio Di Vito - -- Samuele Rapisardi Defensive Back - 6 Massimo Filomena - 12 Marco Bottelli - 21 Nicola Tittoto - 32 Pierangelo Aimetti - 40 Alessio Andriani - 44 Massimiliano Zambrletti - -- Nicolò Sacchetti - -- Alberto Benedetti DB/LB - -- Adrian Sieber - -- Alberto Benedetti - -- Giovanni Perrone Special Team Coaching staff - Giorgio Volpi |

## Campionato Serie A NFLI 2008

### Regular season
| Varese 16 marzo 2008, ore week 1 | Skorpions Varese | 8 – 7 (0-0 0-7 8-0 0-0)                               | Blacks Rivoli | Campo Varese Giovanile, via Majano |
| \| \| \| \| \| Paltani F. Q3 (TD) 26yd run Paltani F. Q3 (tpc) rush \| Marcatori \| Fantinelli G. Q2 (TD) 9yd run De Martinis D. Q2 (pat) \| |                  |                                                       |               |                                    |
| |                  |                                                       |               |                                    |
| Paltani F. Q3 (TD) 26yd run Paltani F. Q3 (tpc) rush                                                                                         | Marcatori        | Fantinelli G. Q2 (TD) 9yd run De Martinis D. Q2 (pat) |               |                                    |

| Grugliasco 29 marzo 2008, ore week 2                                                                                            | Autocentauro Giaguari Torino | 6 – 7 (0-0 0-7 0-0 6-0)                              | Skorpions Varese | Campo Cus Torino |
| \| \| \| \| \| Socci A. Q4 (TD) 11yd pass da Gerbino F. \| Marcatori \| Paltani F. Q2 (TD) 4yd run Raffaele A. Q2 (pat) rush \| |                              |                                                      |                  |                  |
| |                              |                                                      |                  |                  |
| Socci A. Q4 (TD) 11yd pass da Gerbino F.                                                                                        | Marcatori                    | Paltani F. Q2 (TD) 4yd run Raffaele A. Q2 (pat) rush |                  |                  |

| Varese 13 aprile 2008, ore week 3 | Skorpions Varese | 28 – 0 (6-0 13-0 0-0 9-0) | Centurions Alessandria | Campo Varese Giovanile, via Majano |
| \| \| \| \| \| Paltani F. Q1 (TD) 23yd run Gentiloni O. Q2 (TD) blocked punt recover in endzone Paltani F. Q2 (TD) 20yd run Raffaele A. Q2 (pat) team Q4 (saf) Raffaele A. Q4 (TD) 5yd da Gheser A. Raffaele A. Q4 (pat) \| Marcatori \| \| |                  |                           |                        |                                    |
| |                  |                           |                        |                                    |
| Paltani F. Q1 (TD) 23yd run Gentiloni O. Q2 (TD) blocked punt recover in endzone Paltani F. Q2 (TD) 20yd run Raffaele A. Q2 (pat) team Q4 (saf) Raffaele A. Q4 (TD) 5yd da Gheser A. Raffaele A. Q4 (pat)                                   | Marcatori        |                           |                        |                                    |

| Varese 20 aprile 2008, ore week 4 | Skorpions Varese | 10 – 6 (0-0 7-0 0-0 3-6)     | Autocentauro Giaguari Torino | Campo Varese Giovanile, via Majano |
| \| \| \| \| \| Paltani F. Q2 (TD) 23yd run Raffaele A. Q2 (pat) Raffaele A. Q4 (FG) 27yd field goal \| Marcatori \| Lemnushi E. Q4 (TD) 60yd run \| |                  |                              |                              |                                    |
| |                  |                              |                              |                                    |
| Paltani F. Q2 (TD) 23yd run Raffaele A. Q2 (pat) Raffaele A. Q4 (FG) 27yd field goal                                                                | Marcatori        | Lemnushi E. Q4 (TD) 60yd run |                              |                                    |

| Avigliana 20 aprile 2008, ore week 5 | Blacks Rivoli | 14 – 21 (0-0 7-0 0-0 3-6) | Skorpions Varese | Campo Sportivo Comunale |
| \| \| \| \| \| Fantinelli G. Q1 (TD) 3yd run De Martinis D. Q1 (pat) Fantinelli G. Q4 (TD) 2yd run De Martinis D. Q4 (pat) \| Marcatori \| Paltani F. Q2 (TD) 3yd run Raffaele A. Q2 (pat) Paltani F. Q3 (TD) 1yd run Martinelli S. Q4 (TD) 4yd run Paltani F. Q4 (tpc) rush \| |               | |                  |                         |
| |               | |                  |                         |
| Fantinelli G. Q1 (TD) 3yd run De Martinis D. Q1 (pat) Fantinelli G. Q4 (TD) 2yd run De Martinis D. Q4 (pat) | Marcatori     | Paltani F. Q2 (TD) 3yd run Raffaele A. Q2 (pat) Paltani F. Q3 (TD) 1yd run Martinelli S. Q4 (TD) 4yd run Paltani F. Q4 (tpc) rush |                  |                         |

| San Vittore Olona 10 maggio 2008, ore week 6 | Frogs Legnano | 3 – 14 (0-0 0-7 3-0 0-7)                                                                                        | Skorpions Varese | Campo Sportivo Comunale, via Roma |
| \| \| \| \| \| Limido P. Q3 (FG) 24yd field goal \| Marcatori \| Paltani F. Q2 (TD) 1yd run Raffaele A. Q2 (pat) Aletti M. Q4 (TD) 55yd interception return Raffaele A. Q4 (pat) \| |               | |                  |                                   |
| |               | |                  |                                   |
| Limido P. Q3 (FG) 24yd field goal | Marcatori     | Paltani F. Q2 (TD) 1yd run Raffaele A. Q2 (pat) Aletti M. Q4 (TD) 55yd interception return Raffaele A. Q4 (pat) |                  |                                   |

| Quattordio 25 maggio 2008, ore week 7                                                                | Centurions Alessandria | 0 – 7 (0-0 0-7 0-0 0-0)                         | Skorpions Varese | Campo Sportivo Comunale, via Roma |
| \| \| \| \| \| Campo G.B. Sillano \| Marcatori \| Paltani F. Q2 (TD) 1yd run Raffaele A. Q2 (pat) \| |                        |                                                 |                  |                                   |
| |                        |                                                 |                  |                                   |
| Campo G.B. Sillano                                                                                   | Marcatori              | Paltani F. Q2 (TD) 1yd run Raffaele A. Q2 (pat) |                  |                                   |

| Varese 15 giugno 2008, ore week 8                            | Skorpions Varese | 6 – 0 (0-0 0-0 0-0 6-0) | Red Jackets Luni | Campo Varese Giovanile, via Majano |
| \| \| \| \| \| Bianchi C. Q4 (TD) 1yd run \| Marcatori \| \| |                  |                         |                  |                                    |
|                                                              |                  |                         |                  |                                    |
| Bianchi C. Q4 (TD) 1yd run                                   | Marcatori        |                         |                  |                                    |

### Playoff
| Varese 15 giugno 2008, ore week 8 | Skorpions Varese | 7 – 25 (0-7 7-7 0-4 0-7) | Blacks Rivoli | Campo Varese Giovanile, via Majano |
| \| \| \| \| \| Raffaele A. Q2 (TD) 8yd pass da Gheser A. Raffaele A. Q2 (pat) \| Marcatori \| Zucco M. Q1 (TD) 36yd pass da Bisiani A. Amelotti M. Q1 (pat) Zucco M. Q2 (TD) 26yd pass da Bisiani A. Amelotti M. Q2 (pat) Bonelli N. Q3 (saf) Pegoraro M. Q3 (saf) Fantinelli G. Q4 (TD) 4yd run Amelotti M. Q4 (pat) \| |                  | |               |                                    |
| |                  | |               |                                    |
| Raffaele A. Q2 (TD) 8yd pass da Gheser A. Raffaele A. Q2 (pat) | Marcatori        | Zucco M. Q1 (TD) 36yd pass da Bisiani A. Amelotti M. Q1 (pat) Zucco M. Q2 (TD) 26yd pass da Bisiani A. Amelotti M. Q2 (pat) Bonelli N. Q3 (saf) Pegoraro M. Q3 (saf) Fantinelli G. Q4 (TD) 4yd run Amelotti M. Q4 (pat) |               |                                    |

## Statistiche di squadra
| Competizione | %Vittorie | In casa | In casa | In casa | In casa | In casa | In casa | In trasferta | In trasferta | In trasferta | In trasferta | In trasferta | In trasferta | Totale | Totale | Totale | Totale | Totale | Totale |
| Competizione | %Vittorie | G       | V       | N       | P       | Pf      | Ps      | G            | V            | N            | P            | Pf           | Ps           | G      | V      | N      | P      | Pf     | Ps     |
| ------------ | --------- | ------- | ------- | ------- | ------- | ------- | ------- | ------------ | ------------ | ------------ | ------------ | ------------ | ------------ | ------ | ------ | ------ | ------ | ------ | ------ |
| Campionato   | 1.000     | 4       | 4       | 0       | 0       | 52      | 19      | 4            | 4            | 0            | 0            | 49           | 23           | 8      | 8      | 0      | 0      | 101    | 36     |
| Playoff      | .000      | 1       | 0       | 0       | 1       | 7       | 25      | -            | -            | -            | -            | -            | -            | 1      | 0      | 0      | 1      | 7      | 25     |
| Totale       | .889      | 5       | 4       | 0       | 1       | 59      | 44      | 4            | 4            | 0            | 0            | 49           | 23           | 9      | 8      | 0      | 1      | 108    | 61     |